# Fábio Sturgeon
Fábio Miguel Santos Sturgeon (ur. 4 lutego 1994 w Almadzie) – portugalski piłkarz angielskiego pochodzenia występujący na pozycji napastnika. Wychowanek Charneca de Caparica, w trakcie swojej kariery grał także w takich zespołach, jak Belenenses, Vitória Guimarães, CD Feirense, AO Ksanti, OFI 1925 oraz Raków Częstochowa. Młodzieżowy reprezentant Portugalii.

## Sukcesy

### Klubowe

#### Raków Częstochowa
- Mistrzostwo Polski: 2022/2023[1]